# Fritz C. Menne
Fritz Carl Menne (* 14. Juni 1919 in Berlin; † nach 1984) war ein deutscher Diplomat, der Botschafter in Bulgarien, Irak und Finnland war.

## Leben
Fritz Carl Menne, Sohn von Elfriede Menne, geborene Beermann, und Karl Menne, der als Konsul ebenfalls im auswärtigen Dienst tätig war, verbrachte seine Jugend bis 1934 in Budapest. Während des Zweiten Weltkrieges leistete er seinen Wehr- und Kriegsdienst (zuletzt als Hauptmann der Reserve und Batteriechef), heiratete 1945 Franzi Flenker, mit der drei Kinder (Henrike, Karl-Hubert und Klaus) bekam, und begann 1946 in Münster ein Studium der Rechtswissenschaften an der Westfälischen Wilhelms-Universität, das er 1950 mit der Ersten Juristischen Staatsprüfung abschloss. Im Jahr 1950 studierte er zudem in den USA Öffentliches Recht an der University of Virginia in Charlottesville.
Kurz darauf trat Menne 1950 als Attaché in den neu aufzubauenden auswärtigen Dienst ein und fand zunächst zwischen 1951 und 1953 Verwendung in der Zentrale des Auswärtigen Amtes in Bonn ein, ehe er anschließend für kurze Zeit Vizekonsul am Generalkonsulat in Amsterdam tätig war. Nachdem er zwischen 1953 und 1956 wieder im Auswärtigen Amt tätig gewesen war, wurde er 1956 Gesandtschaftsrat Erster Klasse an der Gesandtschaft in den USA (Washington), ehe er 1959 Personalreferent für den höheren Dienst im Auswärtigen Amt wurde. Weitere Auslandsposten hatte er in Paris und Brüssel.
Nach seiner Beförderung zum Vortragenden Legationsrat Erster Klasse 1962 wurde Menne zum NATO-Generalsekretariat beurlaubt, in dem er bis 1968 stellvertretender Exekutiv-Sekretär war. In dieser Funktion war er unter anderem auch für personalrechtliche Entscheidungen und Ernennungen zuständig. Nach seiner Rückkehr fungierte er zwischen 1968 und 1973 als Referatsleiter in der Politischen Abteilung des Auswärtigen Amtes.
Im August 1973 wurde Menne als Nachfolger von Rolf von Keiser Leiter der Handelsvertretung in Bulgarien (Sofia) und anschließend am 21. Dezember 1974 erster Botschafter der Bundesrepublik Deutschland in Bulgarien. Diese Funktion bekleidete er bis zu seiner Ablösung durch Heinz Dietrich Stoecker 1976. Am 14. Mai 1975 unterzeichnete er das Abkommen zwischen der Bundesrepublik Deutschland und der Volksrepublik Bulgarien über die Entwicklung der wirtschaftlichen, technischen und industriellen Zusammenarbeit (BGBl. II S. 1153).
Daraufhin wurde Menne im September 1976 Botschafter im Irak (Bagdad) und dort Nachfolger von Heinz Voigt, der selbst wiederum Botschafter in Schweden wurde. Während dieser Zeit unterzeichnete er am 10. Mai 1977 ein Abkommen zwischen der Bundesrepublik Deutschland und der Republik Irak über den Luftverkehr.
Zuletzt erhielt Menne nach Beendigung seiner Tätigkeit im Irak 1979 seine Akkreditierung als Botschafter in Finnland (Helsinki), wo er Nachfolger von Klaus Simon wurde. Nach fünfjähriger Verwendung auf diesem Botschafterposten trat er 1984 in den Ruhestand und wurde als Botschafter in Finnland durch Klaus Terfloth abgelöst.